# Sveriges kyrkor: konsthistoriskt inventarium

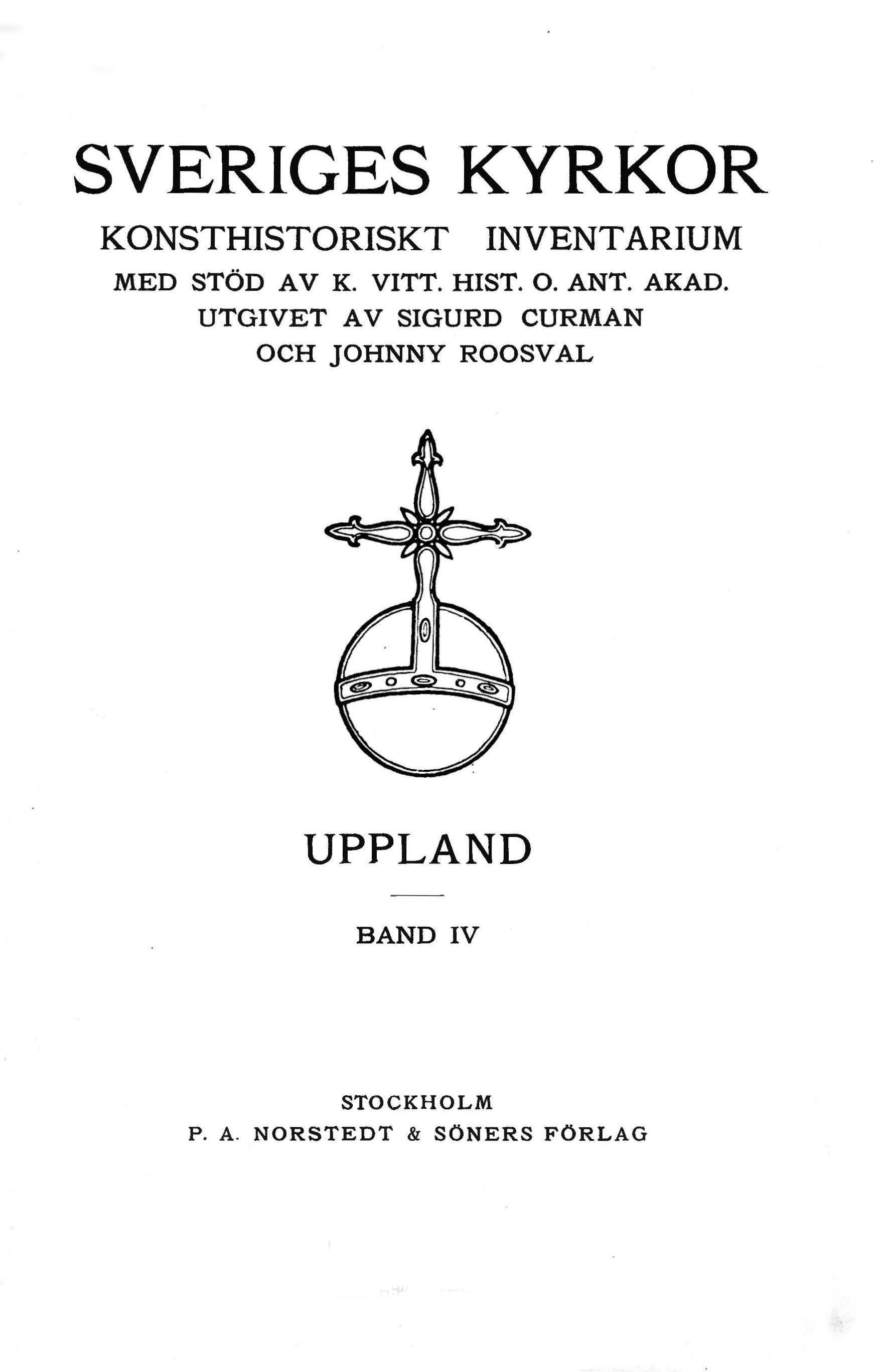
Titelblad till Uppland band IV (1912–20).

Sveriges kyrkor: konsthistoriskt inventarium är ett bokverk som ska beskriva alla Sveriges kyrkor och deras inventarier på ett så objektivt sätt som möjligt.
En utställning av äldre kyrklig konst i Strängnäs 1910 blev startpunkten för verket, vars första volym utkom 1912. Redaktörer var Sigurd Curman och Johnny Roosval som till en början gav ut verket i egen regi. År 1940 påtog sig Kungliga Vitterhets Historie och Antikvitets Akademien ansvaret för utgivningen, från 1976 tillsammans med Riksantikvarieämbetet.
Den ursprungliga målsättningen att "lämna ett i möjligaste mån fullständigt och korrekt material" som kan ligga till grund för den fortsatta vetenskapliga bearbetningar, har bibehållits. Fram till 1960-talet var emellertid intresset för 1800-talets kyrkobyggnader mycket begränsat. 
Utgivningen har skett i landskapsserier med numrerade underserier (band, utgivna häftesvis) men sedan 1980-talet även i tematiska serier av mer kortfattade rapporter över särskilda kategorier kyrkor. Varje utgåva inom verket har ett löpnummer (volym). Sveriges kyrkor finns sedan 2016 även publicerat digitalt, omfattande volym 1 (1912)–226 (2000) och volym 233 (2011). (De genom Upplandsmuseet 2010–16 utgivna om Uppsala domkyrka ingår inte.)